# نقطة وسطر جديد (مسلسل)
نقطة وسطر جديد- مسلسل أردني كوميدي، تم عرضه في عام 2003م، من تأليف: أنور السعودي، ومحمد البطوش، وإخراج: أحمد دعيبس.

## طاقم العمل
يتكون طاقم عمل المسلسل الاردني الكزميدي" نقطة وسطر جديد" من مجموعة من الممثلين، نذكر من بينهم:
- هشام يانس
- زهير النوباني
- أمل الدباس
- نادرة عمران
- حسين طبيشات
- محمود صايمة
- حسن سبايلة
- نجلاء عبد الله
- سعد الدين عطية
- محمد المجالي
- رنا أبو غالي
- عبد الرازق الزعبي
- رانيا إسماعيل
- إبراهيم أبو الخير
- علي عبد العزيز
- يوسف الجمل
- محمد عواد
- عثمان الشمايلة
- هيفاء الأغا
- مازن عجاوي
- هيام حسين
- وليد البرماوي
- نزار الشريف
- محمود السوالقة
- عبير عيسى
- داوود جلاجل
- علاء الجمل
- نبيل صوالحة